# سام مونتجومري
سام مونتجومري (بالإنجليزية: Sam Montgomery)‏ هو لاعب كرة قدم أمريكية وكاتب سيناريو أمريكي، ولد في 25 مايو 1990 في غرينوود في الولايات المتحدة.

## وصلات خارجية
- سام مونتجومري على موقع مرجع كرة القدم المحترفة.كوم (الإنجليزية)